# Silvan Ionescu
Silvan Ionescu (n. 1909, Dobrun, România – d. 1999) a fost un grafician român.
Începând cu anul 1927, Silvan a fost o prezență constantă în paginile celor mai importante publicații culturale românești ale secolului XX: Universul Literar, Cuvântul, Viața, Bis, Vremea, Cortina, Gazeta Literară - devenită ulterior România literară, Contemporanul, Luceafărul, Neuer Weg, Teatrul, Secolul 20, Tribuna, Manuscriptum etc.